# 아일린 테젤
아일린 테젤(Aylin Tezel, 1983년 11월 29일 ~ )은 독일의 배우이다.

## 출연 작품
- 7500 (2019)
- 더 옐로우 버즈 (2016)
- 로빈슨 크루소 (2016)
- 마초맨 (2015)
- 커밍 인 (2014)
- 인홀 (2013)
- 나의 가족 나의 도시 (2011)